# Коко Гоф
Кори Коко Гоф (енгл. Cori "Coco" Gauff; рођена 13. марта 2004) америчка је тенисерка. Најбољи пласман на ВТА листи у синглу јој је 3. место на ком је била 11. септембра 2023.
Највећи успеси на гренд слемовима су јој финале Отвореног првенства Француске 2022. и освајање Отвореног првенства САД 2023.

## Финала гренд слем турнира (2)

### Појединачно (1:1)
| Исход     | Година | Турнир                 | Противница у финалу | Резултат      |
| Финале    | 2022   | Ролан Гарос            | Ига Свјонтек        | 1:6, 3:6      |
| Победница | 2023.  | Отворено првенство САД | Арина Сабаленка     | 2:6, 6:3, 6:2 |